# John Hay (amerykański polityk)
John Milton Hay (ur. 8 października 1838 w Salem w stanie Indiana, zm. 1 lipca 1905 w Newbury w stanie New Hampshire) – amerykański dyplomata. W 1899 wystosował notę o „otwartych drzwiach” postulującą równe stawki celne i równe szanse w handlu z Chinami (nie było jednoznacznej odpowiedzi na forum międzynarodowym poza sprzeciwem Rosji), w roku 1900 wystosował drugą notę, postulującą zachowanie „integralności terytorialnej” Chin.

## Młodość
Hay urodził się w Salem, w stanie Indiana. Był trzecim synem szkockich emigrantów Charlesa Haya i Helen Leonard, którzy przybyli do Salem żyć ze swoją siostrą. Wychowywał się w Warsaw w stanie Illinois, uczył się w prywatnej szkole Stephena Childsa. W 1851 roku John udał się do akademii, w Pittsfield w Pike County. W 1852 roku poszedł do college’u w Springfield, w 1855 został wysłany do Brown University, gdzie wstąpił do Theta Delta Chi. w 1858 roku przed otrzymaniem dyplomu i powrócił do domu w Warsaw, by studiować prawo ze stryjem Miltonem Hayem.

## Sekretarz Lincolna
Kancelaria Abrahama Lincolna znajdowała się w sąsiedztwie biura Miltona Haya, stryja Johna, dzięki czemu przyszły prezydent zawarł z nim znajomość. Kiedy Lincoln wygrał wybory na prezydenta, jego sekretarz, John G. Nicolay, polecił Johna Haya Lincolnowi na stanowisko asystenta i osobistego sekretarza. W wieku 22 lat zaczął kształcenia zawodowego w administracji, z wyjątkiem krótkiego okresu od 1870-1878. Pełnił funkcję sekretarza Lincolna do 1864 roku. 
Przez kilka miesięcy służył w Armii Unii pod dowództwem Davida Huntera i Quincy Adamsa Gillmore. Awansował do stopnia majora, a później podpułkownika i pułkownika. Jego dziennik i pisma z okresu wojny secesyjnej stanowią podstawowe źródła historyczne. Niektórzy przypisują Hayowi list Lincolna do Pani Bixby, w którym prezydent pocieszał ją po utracie synów na wojnie.
Hay był obecny podczas śmierci Lincolna po tym jak został postrzelony w Ford’s Theatre. Hay i Nicolay napisali 10-tomową biografię Lincolna (Abraham Lincoln: A History, 1890) i przygotowali wydanie jego dzieł zebranych.

## Kariera dyplomatyczna
W latach 1865 i 1870, był sekretarzem poselstwa w Paryżu (1865-1867) oraz Madrycie (1867-1868). W 1868 roku został chargé d’affaires w Wiedniu. Funkcję tę sprawował do 1870 roku. W 1878 roku został asystentem sekretarza stanu w administracji Hayes. Hay został mianowany ambasadorem USA w Wielkiej Brytanii w 1897 roku, kiedy William McKinley objął urząd prezydenta.